# Arrasando (canção)
"Arrasando" é o terceiro single do álbum Arrasando de 2000, de Thalía, e foi escrito por ela mesma. É reconhecido como uma das suas canções de assinatura. Além disso, tem uma versão em inglês chamada "It's My Party". Apesar de ambos compartilharem um tema geral de otimismo sobre a raça humana deixando o passado, a versão em inglês é uma lírica inteiramente nova, ao invés de uma tradução. "It's My Party" apareceu mais tarde no álbum Thalía's Hits Remixed.

## Vídeo musical
O videoclipe foi filmado em Los Angeles, e foi dirigido por Simon Brand, que também dirigiu seus dois vídeos anteriores. Duas versões deste vídeo foram filmadas - espanhol e inglês.

## Single
1. Arrasando (versão do álbum) - 3:56

## It's My Party / Single & LP
1. It's My Party (versão em inglês) - 3:56
2. It's My Party (Instrumental) - 3:56

## Arrasando (edição brasileira)
1. Arrasando (versão do álbum)
2. Arrasando (Hitmakers Rio de Janeiro Mix)
3. Arrasando (Hitmakers Rio de Janeiro Radio Edit)

## Versões e Remixes Oficiais
1. Arrasando (versão do álbum)
2. It's My Party (versão em inglês)
3. Arrasando (Banda Version Feat. Banda Pequeños Musical)
4. Arrasando (Con Banda)
5. Arrasando (Hitmakers Rio de Janeiro Mix)
6. Arrasando (Hitmakers Rio de Janeiro Radio Edit)
7. Arrasando (M&M Blown Away Extended Mix)
8. Arrasando (M&M Blown Away Radio Edit)
9. Arrasando (M&M En La Casa Club Mix)
10. Arrasando (M&M En La Casa Radio Mix)
11. Arrasando (M&M En La Casa Dub Mix)

## Desempenho nas tabelas musicais

### Posições
| Chart (2000)                                 | Maior posição |
| -------------------------------------------- | ------------- |
| Estados Unidos (Billboard Latin Pop Airplay) | 5             |
| Estados Unidos (Billboard Latin Pop Airplay) | 25            |
| Grécia (IFPI Greece)                         | 7             |